# مونترزل هارل
مونترزل هارل (انگلیسی: Montrezl Harrell؛ زادهٔ ۲۶ ژانویهٔ ۱۹۹۴) بازیکن بسکتبال اهل ایالات متحده آمریکا است.
از باشگاه‌هایی که در آن بازی کرده‌است می‌توان به هیوستون راکتس و لس آنجلس کلیپرز اشاره کرد.
وی در مسابقات کشوری و بین‌المللی در مجموع برندهٔ ۲ مدال طلا شده‌است.